# Hans Schaffner
Hans Schaffner (Interlaken, 16 dicembre 1908 – Interlaken, 26 novembre 2004) è stato un politico svizzero del Partito Liberale Radicale, consigliere federale dal 1961 al 1969 e Presidente della Confederazione nel 1966.

## Biografia
Figlio di Robert, giurista. Dopo il liceo a Burgdorf si laureò in giurisprudenza all'Università di Berna. Fu un alto funzionario della confederazione negli uffici del dipartimento del commercio e industria, in questo ambito fu nel 1941 a capo del piano di economia di guerra elvetico detto piano Wahlen. Nel 1954 divenne direttore della divisione federale del commercio. Svolse un ruolo importante nella creazione dell'Associazione europea di libero scambio (EFTA) del 1958. Venne proposto dal suo partito come Consigliere federale alle elezioni del 1959 ma non venne eletto, in quanto il Parlamento gli preferì il socialista Hans-Peter Tschudi. Il 15 giugno del 1961 venne eletto Consigliere federale dove prese la guida del Dipartimento federale dell'economia dipartimento che resse fino alle sue dimissioni del 31 gennaio 1970. Fu presidente della confederazione nel 1966. Fu l'unico alto funzionario dell'amministrazione a essere eletto Consigliere federale.